# Sarah Hyland
Pour les articles homonymes, voir Hyland.
Sarah Hyland, créditée sous son nom de naissance Sarah Jane Hyland au début de sa carrière, née le 24 novembre 1990 à Manhattan (New York), est une actrice et productrice de cinéma américaine. Elle accède à la notoriété internationale en interprétant le rôle de Haley Dunphy dans la série télévisée Modern Family (2009-2020).
À la suite du succès de la série, elle se lance dans le cinéma, décrochant des rôles d'importance dans les films Struck (2012), Scary Movie 5 (2013), Vampire Academy (2015), XOXO : Carpe Diem (2016), Satanic (2016) et The Wedding Year (2019).

## Biographie

### Naissance
Sarah Jane Hyland est née le 24 novembre 1990 à New York, dans l'État de New York, aux États-Unis. Elle est la fille de Melissa Canaday et Edward James Hyland ainsi que la sœur de l'acteur, Ian Hyland.
Elle suit des cours dans la prestigieuse école de New York, Professional Performing Arts School (en) avec Taylor Momsen, Gregory Malek-Jones et Paul Iacono. 

### Carrière
Après plusieurs rôles de figurantes à la télévision, elle décroche en 2009 le rôle de Haley Dunphy dans la sitcom américaine Modern Family. Cette série comique, au format de documentaire parodique dans lequel les personnages regardent parfois la caméra, brisant le quatrième mur, permet à l'actrice d'accéder à une notoriété publique importante. La série prend fin le 8 avril 2020 après onze saisons et 250 épisodes. Aussi, grâce à son interprétation, l'actrice est récompensée par le Screen Actors Guild Award de la meilleure distribution pour une série télévisée comique, une récompense partagée avec l'ensemble du casting. Ce show lui vaut également de nombreuses nominations entre 2010 et 2021.
Son nouveau téléfilm, Le Geek charmant, est sorti sur Disney Channel le 20 mars 2012 où elle joue le rôle de Dylan Shoenfield.
Le 10 août 2014, elle a présenté les Teen Choice Awards avec l'acteur Tyler Posey.
En 2019, elle joue dans la comédie L'Année des mariages de Robert Luketic aux côtés de Tyler James Williams et Jenna Dewan. Le film est disponible le 6 février 2020 sur Prime Vidéo.
En 2022, elle joue dans la comédie Mon petit ami virtuel de Rose Troche aux côtés de Keiynan Lonsdale et Dylan Sprouse. Le film est disponible le 17 juin 2022 sur Prime Vidéo.
En mai 2024, elle a été choisie avec Taylor Lautner et Andie MacDowell pour jouer dans la comédie romantique The Token Groomsman réalisée par Natalie Simpkins.

### Santé
Sarah Hyland a été diagnostiquée avec une dysplasie rénale alors qu'elle était enfant et a reçu une greffe de rein de son père en avril 2012. Quelques années plus tard, ce greffon a été rejeté par son organisme, ce qui a conduit à une deuxième transplantation de rein en septembre 2017 (greffon donné par son frère cadet, Ian). Elle prend quotidiennement des médicaments anti-rejet et des corticoïdes pour s'assurer que son corps ne rejette pas le rein greffé ; par conséquent, elle a des difficultés à maintenir son poids et sa masse musculaire, et a été alitée à plusieurs reprises, continuant parfois à filmer Modern Family simultanément,.
Dans un article du magazine Self de décembre 2018 , elle a déclaré qu'elle avait envisagé le suicide parce qu'elle sentait qu'elle était un fardeau pour sa famille et se reprochait que son corps rejetait le rein de son père. Depuis sa naissance, elle a subi 16 interventions chirurgicales pour améliorer sa santé, dont de nombreuses chirurgies rénales et une chirurgie laparoscopique pour traiter son endométriose.

### Vie privée
En septembre 2007, à l'âge de 16 ans, elle entame une relation avec l'acteur américain Max Ehrich.
En février 2009, elle devient la petite-amie de l'acteur Matt Prokop, rencontré l'année précédente sur le tournage de High School Musical 3. En 2011, ils tournent ensemble dans le téléfilm Le Geek charmant. En août 2014, la presse annonce leur séparation après plus de cinq ans de vie commune ; peu après, l'actrice obtient une ordonnance restrictive contre lui pour violences physiques et morales.
Du 14 octobre 2014 au 18 août 2017, elle est la compagne de l'acteur britannique Dominic Sherwood, rencontré sur le tournage de Vampire Academy,.
Depuis septembre 2017, elle partage la vie de l'animateur de radio américain et ancien candidat de l'émission The Bachelorette (en), Wells Adams avec qui elle se fiance le 16 juillet 2019. Ils se marient le 20 août 2022 lors d'une cérémonie dans un vignoble californien.

## Filmographie

### Cinéma

#### Longs métrages
- 1997 : Parties intimes (Private Parts) de Betty Thomas : la fille de Howard
- 1998 : L'Objet de mon affection (The Object of My Generation) de Nicholas Hytner : Molly
- 1999 : Broadway, 39ème rue (Cradle Will Rock) de Tim Robbins : Silvano / Giovanna
- 1999 : Advice from a Caterpillar de Don Scardino : Lizbeth
- 2000 : Joe Gould's Secret (en) de Stanley Tucci : Elizabeth Mitchell
- 2002 : The Empath de David Sonkin : Christine jeune
- 2004 : Spanglish de James L. Brooks : une amie endormie
- 2010 : Monster Heroes de Danny Cistone : Delilah
- 2011 : Cougars, Inc. (en) de Asher Leven : Courtney
- 2011 : Conception (film) (en) de Josh Stolberg : Tracey
- 2012 : Struck de Brian Dannelly : Claire Mathews
- 2013 : Scary Movie 5 de Malcolm D. Lee : Mia
- 2013 : April Apocalypse de Jarret Tarnol : Samm
- 2014 : Vampire Academy de Mark Waters : Natalie Dashkov
- 2014 : Date and Switch (en) de Chris Nelson : Ava
- 2015 : See You in Valhalla (en) de Jarret Tarnol : Johana Burwood
- 2016 : XOXO : Carpe Diem de Christopher Louie : Krystal
- 2016 : Satanic de Jeffrey G. Hunt : Chloe
- 2019 : L'Année des mariages de Robert Luketic : Mara Hickey (également productrice)
- 2022 : Mon petit ami virtuel de Rose Troche : Kelly
- Prochainement : The Token Groomsman de Natalie Simpkins : Mia

#### Courts métrages
- 1997 : A Tall Winter's Tale de Bess Frelinghuysen : Elizabeth
- 2010 : I Owe My Life to Corbin Bleu de Deb Hagan : Sarah

### Télévision

#### Séries télévisées
- 1997-1998 : Another World : Rain Wolfe
- 1998 : Trinity : La fille timide (1 épisode)
- 2000-2002 : La Force du destin (All My Children) : Karen (2 épisodes)
- 2000 : Falcone : Jessica Pistone Egan
- 2001 : As the World Turns : Alison McDermott
- 2001 : New York, unité spéciale (Law And Order : Special Victims Unit) : Lily Ramsey (saison 3, épisode 1)
- 2002 : Les Anges du bonheur (Touched by an Angel) : Grace (1 épisode)
- 2004 : New York, police judiciaire (Law & Order) : Kristine McLean (saison 15, épisode 2)
- 2005 : New York, cour de justice (Law & Order: Trial by Jury): Brianne Colby (saison 1, épisode 3)
- 2007 : On ne vit qu'une fois (One Life to Live) : Heather (7 épisodes)
- 2008 : Les Reines de Manhattan (Lipstick Jungle): Maddie Healy (15 épisodes)
- 2009 : New York, unité spéciale (Law And Order : Special Victims Unit) : Jennifer Banks (saison 10, épisode 12)
- 2009–2020 : Modern Family : Haley Dunphy (183 épisodes )
- 2010 : Cubed : Elle-même (1 épisode)
- 2011 : Childrens Hospital : Une célébrité (1 épisode)
- 2013 : Bonnie and Clyde: Dead and Alive (mini-série) : Blanche Barrow (2 épisodes)
- 2014 : Hot in Cleveland : Ivy (1 épisode)
- 2017 : Dimension 404 (en) : Chloe (1 épisode)
- 2017 : Shadowhunters : La Reine des fées (2 épisodes)
- 2022 : Pitch Perfect : Bumper in Berlin : Heidi

#### Téléfilms
- 1999 : Annie de Rob Marshall : Molly
- 2000 : Audrey Hepburn, une vie (The Audrey Hepburn Story) de Steven Robman : Audrey Hepburn à 8 ans
- 2011 : Le Geek charmant (Geek Charming) de Jeffrey Hornaday : Dylan Schoenfield
- 2013 : Call Me Crazy: A Five Film (en) de Marta Kauffman : Grace
- 2017 : Dirty Dancing de Wayne Blair : Lisa Houseman

### Productrice
- 2011 : The Man at the Counter (court métrage) de Brian McAllister
- 2015 : See You in Valhalla (en) de Jarret Tarnol
- 2016 : XOXO : Carpe Diem de Christopher Louie
- 2019 : L'Année des mariages de Robert Luketic : Mara Baylor

## Doublage

### Films d'animations
- 2014 : Robot Chicken DC Comics Special 2: Villains in Paradise (en) de Seth Green et Matthew Senreich : Lena Luthor
- 2015 : La Garde du Roi lion : Un nouveau cri de Howy Parkins : Tiifu
- 2016 : Lego DC Comics Super Heroes: Justice League – Gotham City Breakout de Jed Elinoff et Scott Thomas : Batgirl

### Séries d'animations
- 2012-2015 : Randy Cunningham: 9th Grade Ninja : Theresa Fowler (11 épisodes)
- 2016 : La Garde du Roi Lion : Tiifu (5 épisodes)

## Voix françaises
En France, Alexia Papineschi est la voix régulière de Sarah Hyland.
En France
| - Alexia Papineschi dans : - XOXO : Carpe Diem - Call Me Crazy: A Five Film (en) (téléfilm) - New York, unité spéciale (série télévisée) - Modern Family (série télévisée) - Lipstick Jungle : Les Reines de Manhattan (série télévisée) - Bonnie and Clyde: Dead and Alive (mini-série) - Dirty Dancing (téléfilm) - Mon Petit Ami virtuel | - Caroline Espargilière dans : - Veronica Mars (série télévisée) - Vampire Academy Et aussi - Laura Luca dans Annie (téléfilm) - Esther Aflalo (Belgique) dans Le Geek charmant (téléfilm) - Audrey Sablé dans La Garde du Roi lion (voix) - Fanny Bloc dans Shadowhunters (série télévisée) - Laëtitia Coryn dans The Wedding Year |

## Distinctions

### Récompenses
- 2010 : Gold Derby Awards de la meilleure distribution dans une série télévisée comique pour Modern Family (2009-2020) partagé avec Julie Bowen, Ty Burrell, Jesse Tyler Ferguson, Nolan Gould, Ed O'Neill, Rico Rodriguez, Eric Stonestreet, Sofía Vergara et Ariel Winter.
- 2010 : Online Film & Television Association Awards de la meilleure distribution de l'année dans une série télévisée comique pour Modern Family (2009-2020) partagé avec Julie Bowen, Ty Burrell, Jesse Tyler Ferguson, Nolan Gould, Ed O'Neill, Rico Rodriguez, Eric Stonestreet, Sofía Vergara et Ariel Winter.
- 2011 : Online Film & Television Association Awards de la meilleure distribution de l'année dans une série télévisée comique pour Modern Family (2009-2020) partagé avec Sofía Vergara, Jesse Tyler Ferguson, Eric Stonestreet, Nolan Gould, Ariel Winter, Ty Burrell, Julie Bowen, Ed O'Neill et Rico Rodriguez.

- 17e cérémonie des Screen Actors Guild Awards 2011 : Meilleure distribution pour une série comique pour Modern Family (2009-2020) partagé avec Sofía Vergara, Jesse Tyler Ferguson, Eric Stonestreet, Nolan Gould, Ariel Winter, Ty Burrell, Julie Bowen, Ed O'Neill et Rico Rodriguez.
- 2012 : Online Film & Television Association Awards de la meilleure distribution de l'année dans une série télévisée comique pour Modern Family (2009-2020) partagé avec Ty Burrell, Nolan Gould, Ed O'Neill, Jesse Tyler Ferguson, Julie Bowen, Eric Stonestreet, Aubrey Anderson-Emmons, Sofía Vergara, Ariel Winter et Rico Rodriguez.
- 18e cérémonie des Screen Actors Guild Awards 2012 : Meilleure distribution pour une série comique pour Modern Family (2009-2020) partagé avec Ty Burrell, Nolan Gould, Ed O'Neill, Jesse Tyler Ferguson, Julie Bowen, Eric Stonestreet, Aubrey Anderson-Emmons, Sofía Vergara, Ariel Winter et Rico Rodriguez.
- 2013 : Online Film & Television Association Awards de la meilleure distribution de l'année dans une série télévisée comique pour Modern Family (2009-2020) partagé avec Julie Bowen, Ty Burrell, Aubrey Anderson-Emmons, Jesse Tyler Ferguson, Nolan Gould, Ed O'Neill, Rico Rodriguez, Eric Stonestreet, Sofía Vergara et Ariel Winter.
- 19e cérémonie des Screen Actors Guild Awards 2013 : Meilleure distribution pour une série comique pour Modern Family (2009-2020) partagé avec Julie Bowen, Ty Burrell, Aubrey Anderson-Emmons, Jesse Tyler Ferguson, Nolan Gould, Ed O'Neill, Rico Rodriguez, Eric Stonestreet, Sofía Vergara et Ariel Winter.
- 20e cérémonie des Screen Actors Guild Awards 2014 : Meilleure distribution pour une série comique pour Modern Family (2009-2020) partagé avec Julie Bowen, Ty Burrell, Aubrey Anderson-Emmons, Jesse Tyler Ferguson, Nolan Gould, Ed O'Neill, Rico Rodriguez, Eric Stonestreet, Sofía Vergara et Ariel Winter.

### Nominations
- 2010 : Online Film & Television Association Awards de la meilleure distribution de l'année dans une série télévisée comique pour Modern Family (2009-2020) partagé avec Julie Bowen, Ty Burrell, Aubrey Anderson-Emmons, Jesse Tyler Ferguson, Nolan Gould, Ed O'Neill, Rico Rodriguez, Eric Stonestreet, Sofía Vergara et Ariel Winter.
- 16e cérémonie des Screen Actors Guild Awards 2010 : Meilleure distribution pour une série comique pour Modern Family (2009-2020) partagé avec Julie Bowen, Ty Burrell, Jesse Tyler Ferguson, Nolan Gould, Ed O'Neill, Rico Rodriguez, Eric Stonestreet, Sofía Vergara et Ariel Winter.
- 12e cérémonie des Teen Choice Awards 2010 : Révélation féminine dans une série télévisée comique pour Modern Family (2009-2020).
- 14e cérémonie des Teen Choice Awards 2012 : Meilleure voleuse de scène dans une série télévisée comique pour Modern Family (2009-2020).
- 3e cérémonie des Critics' Choice Television Awards 2013 : Meilleure actrice dans un second rôle dans une série comique pour Modern Family (2009-2020).
- 2013 : Online Film & Television Association Awards de la meilleure actrice dans un second rôle dans une série télévisée comique pour Modern Family (2009-2020).
- 16e cérémonie des Teen Choice Awards 2014 : Meilleure voleuse de scène dans une série télévisée comique pour Modern Family (2009-2020).
- 2014 : Online Film & Television Association Awards de la meilleure distribution de l'année dans une série télévisée comique pour Modern Family (2009-2020) partagé avec Julie Bowen, Ty Burrell, Aubrey Anderson-Emmons, Jesse Tyler Ferguson, Nolan Gould, Ed O'Neill, Rico Rodriguez, Eric Stonestreet, Sofía Vergara et Ariel Winter.
- 2015 : Online Film & Television Association Awards de la meilleure distribution de l'année dans une série télévisée comique pour Modern Family (2009-2020) partagé avec Aubrey Anderson-Emmons, Julie Bowen, Ty Burrell, Jesse Tyler Ferguson, Nolan Gould, Ed O'Neill, Rico Rodriguez, Eric Stonestreet, Sofía Vergara et Ariel Winter.
- 21e cérémonie des Screen Actors Guild Awards 2015 : Meilleure distribution pour une série comique pour Modern Family (2009-2020) partagé avec Aubrey Anderson-Emmons, Julie Bowen, Ty Burrell, Jesse Tyler Ferguson, Nolan Gould, Ed O'Neill, Rico Rodriguez, Eric Stonestreet, Sofía Vergara et Ariel Winter.
- 29e cérémonie des Kids' Choice Awards 2016 : Actrice TV préférée dans une série télévisée comique pour Modern Family (2009-2020).
- 2016 : Online Film & Television Association Awards de la meilleure distribution de l'année dans une série télévisée comique pour Modern Family (2009-2020) partagé avec Julie Bowen, Ty Burrell, Aubrey Anderson-Emmons, Jesse Tyler Ferguson, Nolan Gould, Ed O'Neill, Rico Rodriguez, Eric Stonestreet, Sofía Vergara et Ariel Winter.
- 22e cérémonie des Screen Actors Guild Awards 2016 : Meilleure distribution pour une série comique pour Modern Family (2009-2020) partagé avec Julie Bowen, Ty Burrell, Aubrey Anderson-Emmons, Jesse Tyler Ferguson, Nolan Gould, Ed O'Neill, Rico Rodriguez, Eric Stonestreet, Sofía Vergara et Ariel Winter.
- 23e cérémonie des Screen Actors Guild Awards 2017 : Meilleure distribution pour une série comique pour Modern Family (2009-2020) partagé avec Julie Bowen, Ty Burrell, Aubrey Anderson-Emmons, Jesse Tyler Ferguson, Nolan Gould, Ed O'Neill, Rico Rodriguez, Eric Stonestreet, Sofía Vergara et Ariel Winter.
- 20e cérémonie des Teen Choice Awards 2018 : Meilleure actrice dans une série télévisée comique pour Modern Family (2009-2020).
- 21e cérémonie des Teen Choice Awards 2019 : Meilleure actrice dans une série télévisée comique pour Modern Family (2009-2020).
- 2020 : Online Film & Television Association Awards de la meilleure distribution de l'année dans une série télévisée comique pour Modern Family (2009-2020) partagé avec Julie Bowen, Ty Burrell, Aubrey Anderson-Emmons, Jesse Tyler Ferguson, Nolan Gould, Ed O'Neill, Rico Rodriguez, Eric Stonestreet, Sofía Vergara et Ariel Winter.
- 2021 : Critics' Choice Real TV Awards de la meilleure série télévisée dramatique pour Lady Parts (2020) partagé avec Mary Connelly (Producteur exécutif), Andy Lassner (Producteur exécutif), Derek Westervelt (Producteur exécutif), Jennifer Luke (Producteur exécutif), Melissa Forman (Producteur exécutif), Ellen DeGeneres (Producteur exécutif), Daniel Leary (Producteur exécutif digital), Corey Palent (Producteur exécutif digital), Jackie Dunbar (Producteur coexécutif digital), Laura Scarpati (Producteur superviseur digital), Jamie Belz (Producteur superviseur), Molly Smith (Producteur principal), Nicole Solomowitz (Producteur), Drue Madrid (Producteur), Sherry Ross (Producteur), Andrew Amoros (Producteur), Tyler Henderson (Producteur), Liam Kyle Sullivan (Producteur exécutif), Aimee Dirksen (Producteur exécutif) et Alex Mills (Producteur exécutif).